# إيغور بانوفيتش
إيغور بانوفيتش هو لاعب كرة قدم كرواتي في مركز الوسط، ولد في 12 مايو 1987 في زادار في كرواتيا. لعب مع ميلسامي أورهي ونادي دومجاله.

## وصلات خارجية
- إيغور بانوفيتش على موقع قاعدة بيانات كرة القدم.إي يو (الإنجليزية)
- إيغور بانوفيتش على موقع Soccerbase.com (لاعب) (الإنجليزية)
- إيغور بانوفيتش على موقع Soccerway.com (الإنجليزية)
- إيغور بانوفيتش على موقع عالم كرة القدم.نت (الإنجليزية)